# المناصرة (سوق)
المناصرة أو شارع المناصرة هي إحدى الاسواق الكبرى لتجارة الموبيليات والاثاث المنزلى ويرجع عهدها إلى عصر محمد على وتقع بحى الموسكى يحدها من الغرب شارع محمد على ويحدها من الشرق شارع بورسعيد ولكن في الاونه الأخيرة بدأت تقل تدريجيا حركة الطلب من سوق سكة المناصرة لغلو الأسعار بالمقارنة بالجودة ولممارسة بعض اشكال العنف والبلطجه داخل المنطقة مثل عائلة المناديلى التي يمارس افرادها البلطجه والسرقة على الزبائن والتي كانت المتهم الرئيسي في سرقة معارض شارع عبد العزيز ابان ثورة 25 يناير مشتول السوق التابعة القاهرة حى الموسكى في مصر.